# David Comnè
David Comnè (1184 – 1212) va ser creador de l'Imperi de Trebisonda, juntament amb el seu germà gran Aleix I Comnè, conquerint els territoris al sud de la mar Negra que anteriorment pertanyien a l'Imperi Romà d'Orient, encara que només Aleix va ser coronat emperador.

## Fundador de l'Imperi de Trebisonda
Va ser el segon fill del sebastocràtor Manuel Comnè i de la princesa georgiana Rusudan, net per part de pare de l'emperador romà d'Orient Andrònic I Comnè i per part de la seva mare de Giorgi III de Geòrgia.
Com que la relació amb el que llavors era emperador romà d'Orient, Aleix III Àngel els dos germans van marxar de Constantinoble per anar a viure a Geòrgia. A l'abril del 1204 Aleix i David, amb un exèrcit proporcionat per la reina Tamara, van ocupar Trebisonda, després Aleix es va proclamar emperador, un acte considerat pels historiadors com la fundació de l'Imperi de Trebisonda.
Vasiliev sospita que les motivacions de la reina Tamara anaven més enllà del que seria donar suport a uns nebots i que podria tenir, a més, un objectiu religiós. Aquesta reina tenia per costum fer donatius als monestirs i esglésies, no només del seu propi país, sinó també de tot el Pròxim Orient. En una ocasió va donar diners a uns monjos que anaven de pelegrinatge cap a Jerusalem, però llavors els monjos van ser assaltats a prop de Constantinoble per l'emperador romà d'Orient Aleix III Àngel i els va robar els diners; Tamara els va compensar del robatori amb una almoina encara més quantiosa. La reina podria haver decidit venjar l'insult mitjançant el suport als seus nebots en la seva invasió de territoris romans d'Orient.
David i Aleix van començar a planificar l'expansió del territori que havien guanyat quan els va arribar la notíci del saqueig de Constantinoble per part dels croats, efectuat el 13 d'abril del 1204. Inicialment s'havia pensat que la intenció que portaven originalment era la de capturar una ciutat (Trebisonda) que els servís de base per més endavant recuperar Constantinoble, però segons les dades contrastades per Kuršanskis, això no hauria estat possible i el que en realitat pretenien era extreure del territori romà d'Orient un estat coixí per protegir Geòrgia dels turcs seljúcides. Kuršanskis comparteix el punt de vista de Vasiliev i creu que la motivació de revenja de Tamara també va impulsar que, en segon terme, l'objectiu fos provocar una revolta, deposar Aleix III i tornar els Comnens al tron imperial romà d'Orient. Tanmateix, els germans consideraven que els croats no tenien dret a governar Constantinoble i de seguida es van plantejar recuperar-la per a ells, que com que eren descendents d'emperadors romans d'Orient hi tenien més dret. A partir de llavors els dos germans van competir amb Teodor I Làscaris, el qual s'havia refugiat a l'oest d'Anatòlia i havia format l'Imperi de Nicea, per recuperar el govern de la capital romana d'Orient. L'altre amb qui competia en aquesta tasca va ser Miquel I Comnè Ducas que s'havia refugiat a Grècia i havia format el Despotat de l'Epir.
En els mesos següents, David va anar cap a l'oest fent-se amo de la resta de la regió del Pont i Paflagònia. Anthony Bryer suggereix que els relats georgians de la invasió es podrien dividir en dues rutes: la que cada germà va prendre. Tots dos van partir d'Imerècia per anar cap a Trebisonda; David seguint la línia costanera, potser amb una flota, va capturar Kerasos, Cide, Amasra i Heraclea Pòntica; mentrestant Aleix va prendre possessió de Limnia, Samsun i Sinope.
Mentre David estava a Paflagònia, Aleix es va veure forçat a romandre a la rodalia de Trebisonda, defensant aquesta zona dels atacs seljúcides. Aquests atacs van culminar en el primer setge de Trebisonda el 1205 dirigit per Kaykhusraw I.
El 1205, aliat als llatins, David Comnè va atacar Nicomèdia però fou derrotat per Teodor I Lascaris de Nicea; el 1206 David Comnè fou de nou derrotat per Teodor, i el 1208 Teodor Lascaris fou coronat emperador per un patriarca.
El 1208 Teodor va decidir atacar els territoris que David Comnè havia conquerit a Paflagònia i va travessar el riu Sangarios en direcció a Heraclea Pòntica. En resposta, David va enviar una ambaixada a Enric I de Flandes, que havia estat escollit emperador llatí el setembre del 1208, demanant aliança militar contra Teodor. Enric va enviar les seves tropes a través de la mar de Màrmara i va ocupar Nicomèdia, així obligava Teodor a abandonar el setge que estava mantenint i tornar al seu territori. Durant aquesta retirada precipitada, Teodor va perdre uns 1.000 soldats que van morir ofegats a causa del riu Sangarios que baixava crescut.
A partir d'aquest moment es perd el rastre de David, la darrera notícia és un manuscrit del Mont Atos que diu que David va morir com a monjo al monestir de Vatopedi el 13 de desembre del 1212. Segons l'historiador Shukurov, David devia ofendre d'alguna manera greu a Aleix i aquest el va fer retirar cap a la vida monàstica. L'ofensa podria ser el fet que va acudir a un atac de Teodor Làscaris acompanyat d'un nombre insuficient de soldats i això va comportar que hagués d'acceptar sotmetre's a vassallatge dels llatins, ja que això era preferible a desaparèixer com a estat i acabar annexats a l'Imperi de Nicea.